# 锡本博伊门
锡本博伊门（德語：Siebenbäumen，意为“七棵树”）是德国石勒苏益格－荷尔斯泰因州的一个市镇。总面积8.82平方公里，总人口646人，其中男性317人，女性329人（2011年12月31日），人口密度73人/平方公里。